# Wellington Channel
Wellington Channel är ett sund mellan Devonön och Cornwallisön, bland Kanadas arktiska öar.